# هيريتشي
هيريتشي (بالسيريلية Херићи) هي قرية في البوسنة والهرسك. وهي تقع في بلدية كونييتش التابعة لكانتون الهرسك-نيريتفا في اتحاد البوسنة والهرسك، تقع القرية على الضفة اليمنى لنهر نيريتفا. طبقا لنتائج تعداد البوسنة عام 2013 فقد كان عدد سكانها 38 نسمة.

## التركيبة السكانية

### التطور التاريخي للسكان
| 1961 | 1971 | 1981 | 1991 | 2013 |
| ---- | ---- | ---- | ---- | ---- |
| 108  | 128  | 131  | 105  | 38   |

### توزيع السكان حسب الجنسية (1991)
في عام 1991 كان عدد سكان القرية 105 وكانوا جميعا من المسلمين (البوشناق).

## وصلات خارجية
- Maplandia (بالإنجليزية)